# 島田岳洋
島田 岳洋（しまだ たかひろ、6月1日 - ）は、日本の男性声優。群馬県太田市出身。太田市立強戸中学校、群馬県立大泉高等学校卒業。東京俳優生活協同組合所属。

## 出演

### テレビアニメ
2012年
- さんかれあ（親戚B）
- ソードアート・オンライン（プレイヤー）

2014年
- 山賊の娘ローニャ（クノータス、ユティス）
- ピンポン THE ANIMATION（田村道夫）
- ブレイドアンドソウル（シャド）

2015年
- アルスラーン戦記（兵士、千騎長）
- ガンダム Gのレコンギスタ（パイロット）
- GATE 自衛隊 彼の地にて、斯く戦えり（ロジャー、ドワーフ）
- ヘヴィーオブジェクト（オセアニア兵）

2016年
- あまんちゅ!（2016年 - 2018年、ダイバーA、おじいちゃん）- 2シリーズ
- ガーリッシュナンバー（編集長・叢野）
- 紅殻のパンドラ（消防隊員B）
- チア男子!!（柔道部主将）
- ドリフターズ（執庁）
- パズドラクロス（オペレーター）
- 魔法つかいプリキュア!（ヨクバール、スーパーヨクバール、ハイパーヨクバール、モットヨクバール、ドクロムシー）
- ラクエンロジック（管制官）

2017年
- 銀魂.（2017年 - 2018年、鬼兵隊隊士、アルタナ解放軍艦長、夜兎）
- 幼女戦記（委員、民兵、ジェフリー）
- TSUKIPRO THE ANIMATION（ナレーター）
- 将国のアルタイル（議員）

2018年
- 剣王朝（魏将、魏兵、兵B、門弟B、龍 他）
- 三ツ星カラーズ（男性係員）
- 重神機パンドーラ（街の男）
- ゴールデンカムイ（兵士たち）
- フルメタル・パニック! Invisible Victory（警官D、警官B、闘技場の操縦士B）
- ルパン三世 PART5（警官B、酔客A）
- DOUBLE DECKER! ダグ&キリル（モーガン）
- 抱かれたい男1位に脅されています。（カメラマン）
- とある魔術の禁書目録III（エーカー＝ルゴーニ）

2019年
- 魔法少女特殊戦あすか（アーロン）
- どろろ（侍A）
- イナズマイレブン オリオンの刻印（ルフィノ・アバロス）
- 賢者の孫（高官、デニス＝ウィラー、重臣）
- ONE PIECE（2019年 - 2023年、商人、風月おむすび）

2020年
- うちタマ?! 〜うちのタマ知りませんか?〜（山田うの吉）
- LISTENERS リスナーズ（フランシス）
- キングスレイド 意志を継ぐものたち（2020年 - 2021年、ヴェッター）
- エタニティ 〜深夜の濡恋ちゃんねる♡〜（怜の父、三条宗佑） -  通常版
- サクガン（客の男）

2021年
- ひぐらしのなく頃に業（村人）
- Deep Insanity THE LOST CHILD（ニコラス・クルーガー、村の族長）

2022年
- 幻想三國誌 -天元霊心記-（典韋）
- オンエアできない!（伊藤P、モブ男子B、田中P、オーナーB、父）
- 平家物語（兵12）

2023年
- NieR:Automata Ver1.1a（2023年 - 2024年、コンナ） - 2シリーズ
- アルスの巨獣（ババン）
- 人間不信の冒険者たちが世界を救うようです（賞金稼ぎ）
- 天国大魔境（盗賊）
- 異世界ワンターンキル姉さん 〜姉同伴の異世界生活はじめました〜（クマたち、店主）
- 冒険者になりたいと都に出て行った娘がSランクになってた（ケリー）
- ゴブリンスレイヤーII（役夫長）
- 暴食のベルセルク（宝石店主）
- シャングリラ・フロンティア（NPC門番）

2024年
- 俺だけレベルアップな件（ハンター）
- 転生貴族、鑑定スキルで成り上がる（グレッグ・キーシャ）
- 怪獣8号（防衛隊幹部）
- 烏は主を選ばない（地下街の男）
- ダンジョンの中のひと（モンスター）

2025年
- 全修。（街人B）

### 劇場アニメ
- 映画 プリキュアドリームスターズ!（2017年、ヨクバール）
- 夜は短し歩けよ乙女（2017年、詭弁論部員）
- 機動戦士ガンダムNT（2018年、パベル[4]）
- 劇場版 ソードアート・オンライン -プログレッシブ- 星なき夜のアリア（2021年）
- 映画 プリキュアオールスターズF（2023年、レッサーアーク）
- 機動戦士ガンダムSEED FREEDOM（2024年）

### OVA
- 銀魂° 愛染香篇 後編（2016年、信徒B） - コミックス第66巻DVD同梱版

### Webアニメ
- TIGER & BUNNY 2（2022年、院長）
- LUPIN ZERO（2023年、歩哨）
- ライジングインパクト（2024年、教師、競技委員）

### ゲーム
- プリンセスコネクト！Re:Dive（2018年、島クジラ）
- オーバーウォッチ（2019年、シグマ）[5]
- クイズRPG 魔法使いと黒猫のウィズ（2019年、ディケイオス・アギオ）
- モンスターストライク（2022年、塩虎[6]）
- 信長の野望 出陣（2023年 - 、佐竹義重、別所長治、山本勘助[7]）

### 吹き替え

#### 映画
- ANNIE/アニー（清掃局の男[8]）
- エルカミーノ: ブレイキング・バッド THE MOVIE（バッジャー〈マット・ジョーンズ〉[9]）
- オーシャンズ8（アメリカ館警備員[10]）
- カウントダウン・トゥ・デス（クローニン〈グレン・“ケイン”・ジェイコブズ〉）
- グリーンブック（ジリー[11]）
- SEXテープ（エドワード）
- それでも夜は明ける（ラドバーン）
- 大脱出（バブコック）
- ダウントン・アビー（ベイクウェル〈マーク・アディ〉[12]）
- ダンボ（監視員）
- 沈黙のSHINGEKI/進撃（チャック）
- NY心霊捜査官（ナドラー）
- PAN 〜ネバーランド、夢のはじまり〜（ピーナツ[13]）
- ファンタスティック・ビーストと黒い魔法使いの誕生（スケンダー[14]）
- ブラックアダム（カリーム〈モハメド・アメル〉[15]）
- フロントランナー（ベン・ブラッドリー〈アルフレッド・モリーナ〉）
- マッドマックス 怒りのデス・ロード（イワオニの酋長）※劇場公開版

#### ドラマ
- NCIS: ニューオーリンズ
- カウンターパート/暗躍する分身
- グッド・ワイフ シーズン4（ケビン・コスタス）
- クリミナル・マインド9 FBI行動分析課（エリック、デイン）
- ダウントン・アビー（ジョス・タフトン、セプティマス・スプラット）
- THE BLACKLIST/ブラックリスト シーズン2（サミュエル・アレコ）
- ブラックリスト リデンプション（デュモント・デ・ソート〈アドリアン・マルティネス〉）
- ブレイキング・バッド（バッジャー〈マッド・L・ジョーンズ〉、ヒューエル〈ラヴェル・クロフォード〉）
- ベター・コール・ソウル（マルコ）
- Life 真実へのパズル

#### アニメ
- おさるのジョージ
- 天官賜福（商人）
- ファインディング・ドリー（アーチャー）
- モンスター・ホテル クルーズ船の恋は危険がいっぱい?!（三ツ目のハリー[16]）

### ドラマCD
- 転生しまして、現在は侍女でございます。（2020年、ユリア父[17]）※『転生しまして、現在は侍女でございます。0』ドラマCD付き書籍

### テレビ
- 行列のできる法律相談所再現VTR（伊集院光）

### シリーズ一覧
1. ↑  第1期（2016年）、第2期『〜あどばんす〜』（2018年）
2. ↑  第1クール（2023年）、第2クール（2024年）